# Joan Brugada i Sanjaume
Joan Brugada Sanjaume (Barcelona?, 1919? - Vilassar de Mar, Maresme, 10 de febrer de 2008) fou un jugador i dirigent de tennis de taula català.
Competí durant la dècada del 1940 jugant amb Tívoli Ping Pong Club, el Club Ariel i el Club de 7 a 9. Es proclamà campió de Catalunya en quatre ocasions, una de dobles (1945) i tres de dobles mixtos (1947, 1948, 1949, fent parella amb Lolita Moliné). A nivell estatal, fou campió d'Espanya de dobles (1946) i per equips amb el Tívoli PPC (1946). Posteriorment, fou president de la Federació Catalana de Tennis de Taula entre 1952 i 1953. Entre d'altres reconeixements, fou guardonat amb la medalla de Forjadors de la Història Esportiva de Catalunya el 2003.